# Karl Kasper Franz von der Leyen
Karl Kasper Franz von der Leyen und zu Hohengeroldseck – auch Karl Kasper IV. von der Leyen – (* 19. Juli 1655 in Adendorf; † 30. November 1739 in Koblenz) war ein deutscher Reichsgraf und Kaiserlicher Wirklicher Geheimer Rat.

## Leben
Karl Kasper wurde als Sohn des Reichsfreiherrn Hugo Ernst von der Leyen zu Adendorf († 1665) und der Sophia Maria Quad von Buschfeld geboren. Der Trierer Kurfürst Karl Kaspar von der Leyen war sein Onkel.
1687 wurde er Herr von Forbach und Blieskastel. 1692 erfolgte die Belehnung mit der Herrschaft Hohengeroldseck und am 22. November 1711 wurde er in den Reichsgrafenstand erhoben. 1716 wurde er auch Mitglied des erbländischen österreichischen Grafenstandes. Bereits 1733 verzichtete er zugunsten seines Sohnes auf die Herrschaften Blieskastel, Münchweiler und Burrweiler.

## Nachkommen
Am 28. Dezember 1687 heiratete er in Mainz Gräfin Sophie Maria von Schönborn-Wiesentheid (1670–1742), mit der er sieben Kinder hatte.
- Hugo Franz Anton (* 23. September 1694; † 1703)
- Sophie Marianna (* 13. September 1695; † 15. Oktober 1775)
- Anna Eva Charlotte Elisabeth (* 30. Nov 1697; † 24. April 1778)
- Maria Anna (* 30. Jan 1700; † 25. Juli 1723); ⚭ 22. September 1722 Christian Franz Dietrich Freiherr von Fürstenberg-Herdringen († 24. August 1755)
- Karoline (* 24. Juni 1701; † 30. März 1726)
- Klara Elisabeth Katharina (* 30. August 1706; † 19. April 1780)
- Friedrich Ferdinand Franz Anton (* 7. Januar 1709; † 16. Februar 1760); ⚭ 18. Oktober 1733 Eva Charlotte Auguste Gräfin von Hatzfeldt (6. August 1715; † 26. Juli 1774)